# Bathyarca glomerula
Bathyarca glomerula är en musselart som först beskrevs av Dall 1881.  Bathyarca glomerula ingår i släktet Bathyarca och familjen Arcidae. Inga underarter finns listade i Catalogue of Life.